# František Cink
František Cink (23. března 1894, Praha – 1. února 1943, Protektorát Čechy a Morava) byl zakladatel prvního českého jazzového orchestru, houslista a kapelník.

## Život
Narodil se v rodině podskalského plavce Karla Cinka (1852–1902) a jeho manželky Marie, rozené Červené (1859–??). Byl nejmladší ze čtyř dětí.
V roce 1914 ukončil konzervatoř. Do roku 1923 cestoval a hrál po kavárnách. V roce 1923 založil jazzový kvartet Espritjazz a v roce 1925 Melody Makers. Soubor působil ve složení R. A. Dvorský – klavír, akordeon, Jindřich Kocina – banjo, Little Billy – bicí a F. Cink – housle, saxofon. Soubor účinkoval v kavárnách a živě ve vysílání Radiojournalu. Gramofonovou desku nenahrál. V roce 1929 se Cink rozešel s Dvorským a oba založili vlastní soubory.
Nově založený Cinkův soubor se jmenoval C.& S. Orchestra. S orchestrem nahrál několik snímků pro společnost Esta a do roku 1935 s ním účinkoval v baru Juliš a v Rokoku. V orchestru hráli např. Karel Vacek – trubka, Josef Pulec – klarinet a další.